# Сухой Ручей (Иркутская область)
Сухо́й Руче́й — посёлок в Слюдянском районе Иркутской области. Входит в Слюдянское муниципальное образование.

## География
Расположен на южном берегу залива Култук озера Байкал в 3 км к юго-востоку от города Слюдянка на Транссибирской магистрали и федеральной автомагистрали Р258 «Байкал». На территории посёлка находится остановочный пункт Рыбзавод Восточно-Сибирской железной дороги.

## Южно-Байкальский рыбозавод
В 1945 году в Сухой Ручей была переведена производственная база Южно-Байкальского рыбозавода, основанного в 1941 году. Раньше предприятие базировалось в Листвянке, затем в Слюдянке. В посёлке были построены промышленные здания, объекты культурно-бытового назначения — школа, детский сад, медпункт, баня и т. д. В 1949 году была введена в эксплуатацию железнодорожная станция Рыбзавод. В 1961 году открыт консервный цех. С 1964 года, с государственным запретом на вылов омуля, рыбозавод начинает работу на привозной океанической рыбе. В 1971 году окончательно прекращается собственный промысел, в связи с запретом на вылов байкальского бычка, и была проведена полномасштабная реконструкция рыбозавода. 1970—1980-е годы — время стабильной работы предприятия. С 1993 года ввиду удорожания океанического сырья завод переходит на выпуск продукции из мяса птицы. В 2001 году предприятие объявлено банкротом и ликвидировано.

## Население
| 2002 | 2010 | 2011 | 2012 |
| ---- | ---- | ---- | ---- |
| 341  | ↘296 | ↗297 | ↘291 |

## Экономика
Туризм, личные подсобные хозяйства, разлив минеральной воды.